# Frankie Beverly
Frankie Beverly, vero nome Beverly Howard (Filadelfia, 6 dicembre 1946 – Filadelfia, 10 settembre 2024), è stato un cantante, musicista e compositore statunitense, noto soprattutto per le sue incisioni con i Maze, gruppo R & B/Soul e Funk.

## Biografia
Ancora giovane iniziò a cantare musica Gospel in una chiesa di Filadelfia. Durante un'intervista rivelò che il suo primo concerto da professionista fu un tour con The Silouhettes, all'età di dodici anni. Da adolescente formò il gruppo dei The Butlers con i quali incise il primo disco nel 1963. Cambiò poi il nome del gruppo in Maze.
Tra la fine degli anni '70 e l'inizio degli anni '80, nel Regno unito, la loro popolarità crebbe notevolmente grazie al DJ Greg Edwards, che li fece esibire, per Capital Radio, al live del London's Ballroom Lyceum.
Sul palco Beverly vestiva sempre di bianco, diventato poi il suo stile personale nel corso degli anni. 
Morì il 10 settembre 2024 all'età di 77 anni.

## Vita privata
- Suo figlio Anthony, dopo essere stato batterista nei Maze, ha fondato l'etichetta discografica Barntera.